# DEFB112
DEFB112 (англ. Defensin beta 112) – білок, який кодується однойменним геном, розташованим у людей на 6-й хромосомі. Довжина поліпептидного ланцюга білка становить 113 амінокислот, а молекулярна маса — 12 991.
| 10         |  | 20         |  | 30         |  | 40         |  | 50         |
| ---------- |  | ---------- |  | ---------- |  | ---------- |  | ---------- |
| MKLLTTICRL |  | KLEKMYSKTN |  | TSSTIFEKAR |  | HGTEKISTAR |  | SEGHHITFSR |
| WKSCTAIGGR |  | CKNQCDDSEF |  | RISYCARPTT |  | HCCVTECDPT |  | DPNNWIPKDS |
| VGTQEWYPKD |  | SRH        |  |            |  |            |  |            |

A: Аланін

C: Цистеїн

D: Аспарагінова кислота

E: Глутамінова кислота

F: Фенілаланін

G: Гліцин

H: Гістидин

I: Ізолейцин

K: Лізин

L: Лейцин

M: Метіонін

N: Аспарагін

P: Пролін

Q: Глутамін

R: Аргінін

S: Серин

T: Треонін

V: Валін

W: Триптофан

Кодований геном білок за функціями належить до антибіотиків, антимікробних білків. 
Секретований назовні.